# Animal Collective
Gli Animal Collective sono un gruppo musicale statunitense. Lo stile della band è annoverabile in varie espressioni di rock alternativo e sperimentale tra cui l'indie rock, l'indietronica e il freak folk.

## Storia del gruppo
Gli Animal Collective nacquero a Baltimora nel 1999. Durante il decennio seguente si ricollocheranno a New York. Il debutto, l'autoprodotto Spirit They're Gone, Spirit They've Vanished del 2000, venne registrato solamente da Panda Bear e Avey. L'anno seguente pubblicarono il secondo album Danse Manatee, il primo come trio dopo l'ingresso di Geologist. L'album venne pubblicato dalla Catsup Plate e ristampato due anni dopo dalla FatCat. Nel 2003 venne pubblicato un album sotto forma di suite intitolato Campfire Songs, pubblicato con questo nome e realizzato a New York. La band raggiunse il successo internazionale con il terzo disco Here Comes the Indian, il primo edito a nome Animal Collective. Il successivo Sung Tongs del 2004 vede coinvolti, come il primo, solo Panda Bear e Avey. In questo album viene reso omaggio ai Beach Boys e Brian Wilson, citato in College. Feels del 2005 si avvicina maggiormente al formato canzone rispetto ai dischi precedenti. Nel 2007 fu la volta di Person Pitch, disco edito a nome del solo Panda Bear. Nello stesso anno, a nome Animal Collective, venne dato alle stampe Strawberry Jam. Nel gennaio 2009 venne pubblicato, anticipato dal singolo My Girls, l'album Merriweather Post Pavilion, decisamente apprezzato dalla critica e il pubblico (riuscì infatti a entrare alla posizione numero 26 della classifica britannica). Nel 2010 la band decise di prendersi una pausa dai tour per concentrarsi sulla scrittura di nuove tracce. Venne intanto licenziato il video-album ODDSAC, realizzato in collaborazione con il regista Danny Perez. Nel 2012 venne pubblicato Centipede Hz.

## Formazione
- Avey Tare (David Portner; voce, chitarra, samples, percussioni)
- Deakin (Josh Dibb; chitarra, voce)
- Geologist (Brian Weitz; tastiere, samples, voce)
- Panda Bear (Noah Lennox; voce, percussioni, samples, chitarra)

## Discografia

### Album in studio
- 2000 – Spirit They're Gone, Spirit They've Vanished (pubblicato come Avey Tare e Panda Bear)
- 2001 – Danse Manatee pubblicato come Avey Tare, Panda Bear e Geologist)
- 2003 — Campfire Songs (pubblicato come Campfire Songs)
- 2003 — Here Comes the Indian
- 2004 — Sung Tongs
- 2005 — Feels
- 2007 – Strawberry Jam
- 2009 – Merriweather Post Pavilion
- 2012 – Centipede Hz
- 2016 – Painting With
- 2018 – Tangerine Reef
- 2022 – Time Skiffs
- 2023 – Isn't It Now?

### Album dal vivo
- 2002 – Hollinndagain (pubblicato come Avey Tare, Panda Bear e Geologist)
- 2009 – Animal Crack Box
- 2015 – Live at 9:30
- 2019 – Ballet Slippers
- 2020 – 2 Nights (2020)

### Extended play
- 2005 – Prospect Hummer (con Vashti Bunyan)
- 2006 – People
- 2008 – Water Curses
- 2009 – Fall Be Kind
- 2012 – Transverse Temporal Gyrus
- 2013 – Monkey Been to Burn Town
- 2017 – The Painters
- 2017 – Meeting of the Water
- 2020  Bridge to Quiet

### Singoli
- 2004 – Who Could Win a Rabbit
- 2004 – Wastered
- 2005 – Grass
- 2006 – The Purple Bottle/Polly
- 2007 – Peacebone/Safer
- 2007 – Fireworks
- 2009 – My Girls
- 2009 – Summertime Clothes
- 2009 – Brother Sport/Bleeding
- 2012 – Gotham/Honeycomb
- 2012 – Today's Supernatural
- 2012 – Applesauce/Crimson
- 2015 – FloriDada
- 2016 – Lying in the Grass
- 2016 – Golden Gal
- 2016 – Gnip Gnop/Hounds of Bairro
- 2016 – Michael, Remember/Danny's Jam
- 2016 – Mountain Game
- 2017 – Kinda Bonkers
- 2017 – Jimmy Mack
- 2017 – Man of Oil
- 2018 – Hair Cutter
- 2018 – Suspend the Time
- 2019 – New Psycho Actives Vol. 2 - Summer Blaze
- 2019 – Ballad of Reverend War Character
- 2019 – New Psycho Actives Vol. 2 - Autumn Rites
- 2021 – Prester John
- 2021 – Walker
- 2022 – Strung With Everything
- 2022 – We Go Back

### Album video
- 2010 – ODDSAC